# Gli ultimi fuochi (romanzo)
Gli ultimi fuochi (titolo originale The Last Tycoon) è un romanzo incompiuto dello scrittore americano Francis Scott Fitzgerald, pubblicato postumo con questo titolo dall'amico Edmund Wilson, influente critico letterario e scrittore. Considerato un romanzo a chiave, il suo personaggio principale è Monroe Stahl, modellato sul produttore Irving Thalberg. La storia racconta la sua ascesa al potere a Hollywood, le rivalità e i conflitti con Pat Brady, un personaggio ricalcato su Louis B. Mayer, capo degli studi MGM. 
Nel 1993, fu pubblicata una nuova edizione riveduta del testo col titolo The Love of the Last Tycoon, approntata da Matthew Bruccoli, uno studioso specialista delle opere di Fitzgerald; da qui la nuova traduzione italiana come L'amore dell'ultimo milionario.

## Trama
Cecilia Brady incontra il protagonista, Monroe Stahr, su un aereo diretto a Hollywood. Costui è diventato un grande personaggio nell'industria cinematografica partendo dal nulla ed era ormai considerato nel suo ambiente un mito, tanto che un ex-produttore fallito, Manny Schwartz, si uccide lasciando un biglietto
 (e ciò avviene già nel primo capitolo) solamente perché ha perduto la sua amicizia.
Il secondo capitolo è ambientato a Hollywood. Durante una scossa di terremoto che sconvolge i teatri di posa, Stahr incontra una donna sconosciuta che assomiglia in modo sorprendente alla moglie, l'attrice Minna Davis, morta cinque anni prima. Così infatti viene descritta

La donna scompare ma Stahr, profondamente turbato, fa di tutto per rintracciarla e alla fine la trova. I due si incontrano e dapprima Stahr se ne sente attratto anche nell'illusione di poter ripetere con lei il passato. Ma la ragazza, una certa Kathleen Moore di origine inglese, presto appare al produttore assai diversa dalla moglie scomparsa, forse più semplice e generosa, indubbiamente più pratica ma meno affascinante. Malgrado ciò, Stahr che è ormai un uomo stanco e deluso, vede nella giovane donna l'ultima speranza di poter avere l'amore e ottenere la salvezza.
Kathleen, che dapprima si nega a Stahr, intuisce in seguito la sua solitudine e accetta di incontrarsi con lui.
Stahr, che si sta facendo costruire una casa sulla spiaggia di Malibù, conduce Kathleen a visitarla e quella sera, dopo un ultimo tentativo di negarsi la donna cede e, nell'unica stanza finita della casa, che è ancora senza il tetto, diventa la sua amante.

L'episodio che si svolge in una notte di pioggia, tra l'odore della segatura e del legno bagnato mentre la luna illumina le travi che gocciolano, è tra i più belli mai scritti da Fitzgerald ed estremamente bella è la descrizione dei leuresthes che vanno ad ammirare sulla spiaggia dopo aver fatto l'amore: 
La felicità di Stahr non dura però a lungo perché Katheleen è promessa ad un altro uomo e pochi giorni dopo lo avvertirà con un telegramma dove dice di essersi sposata. Stahr, deluso e amareggiato, si butta nel lavoro di tutti i giorni con maggiore accanimento perché esso rappresenta per lui l'unico modo per non pensare, così come l'alcool serviva allo stesso scopo per Dick Diver.
L'ultimo episodio di questo sesto capitolo, che è anche l'ultimo concluso, vede Stahr ubriaco che si incontra con un sindacalista comunista e su di lui sfoga tutta la sua disperazione e, dopo averlo insultato e minacciato viene da costui messo a terra da un pugno.
Il resto della storia venne ricavato da Wilson in base agli appunti, agli schemi, alle note che Fitzgerald aveva lasciato.
Il seguito doveva vedere l'avversario di Stahr, Pat Brady, che lo ricattava mentre gli imprenditori, solo desiderosi di denaro, lo osteggiavano così come i sindacati si opponevano alla sua potenza.

Avendo il sospetto che Brady volesse ucciderlo ingaggia un sicario per colpirlo con la sua stessa arma. Si sarebbe poi pentito, ma troverà la morte in un incidente aereo proprio nel momento in cui i sicari da lui pagati stavano uccidendo Brady.

## Struttura del libro
Il libro è composto da un lungo frammento formato da cinque capitoli e circa una metà del sesto e denota una matura e vivace capacità narrativa tanto da far pensare che se lo scrittore non fosse così precocemente morto, questo sarebbe stato probabilmente il suo capolavoro.
Ai margini di ogni episodio, lo scrittore aveva annotato diversi commenti e le modifiche che aveva intenzione di fare dichiarando che desiderava scrivere un romanzo costruito con cura.
Edmund Wilson nella Premessa scrive: "Gli ultimi fuochi è di gran lunga la migliore opera narrativa che sia mai stata scritta su Hollywood, e la sola che ci conduca dietro le quinte. È stato possibile integrare questa stesura incompiuta con un riassunto del seguito della vicenda, quale Fitzgerald intendeva svilupparla, e con parte degli appunti dell'Autore, appunti che si riferiscono, spesso in modo brillante, ai personaggi e agli episodi".
Fitzgerald utilizza, per raccontare la vicenda di The Last Tycoon, un narratore interno come aveva fatto per il romanzo Il grande Gatsby e in questo caso si tratta di una donna, Cecilia Brady, la figlia del produttore socio.

## Stile
La prosa, che ora si basa più sul verbo che sugli aggettivi, è rapida e concisa e il linguaggio è semplificato mentre la realtà viene ridotta ai termini essenziali. L'andamento è quello di una sceneggiatura cinematografica e la tecnica narrativa consiste nel montaggio di veloci flash che danno potenza drammatica ai fatti avvenuti mentre tra una vicenda e l'altra l'autore non inserisce commenti e non crea legami ma solo veloci dissolvenze.
Gli spunti elegiaci che avevano caratterizzato Il grande Gatsby non sono presenti in quest'ultimo romanzo. Il mondo, così complesso e affascinante, è sospeso sul nulla e la nostalgia di Fitzgerald per il mondo perduto non viene posto in primo piano ma rimane sullo sfondo dando risalto al presente.

## Adattamenti
- 1957: The Last Tycoon, diretto da John Frankenheimer, versione TV per Playhouse 90, con Jack Palance nella parte di Monroe Stahr.
- 1976: il film The Last Tycoon, uscito in Italia come Gli ultimi fuochi, fu adattato dal drammaturgo britannico Harold Pinter, diretto da Elia Kazan (fu il suo ultimo film). Fu prodotto da Sam Spiegel. Robert De Niro fu Monroe Stahr e Theresa Russell Cecelia Brady, con la partecipazione di Robert Mitchum e Jack Nicholson. Altri eccellenti attori comparvero: Donald Pleasence, Jeanne Moreau, John Carradine, Ingrid Boulting, Anjelica Huston, Ray Milland, Dana Andrews e Tony Curtis.
- 1998: Un adattamento teatrale di Simon Levy, tratto dall'edizione del 1993, fu autorizzata dalla Fitzgerald Estate, andò in scena al The Fountain Theatre a Los Angeles. Ricevette lodi e numerosi premi.
- 2013: un adattamento audio di 90 minuti di Feelgood Fiction per BBC Radio 4, scritto e diretto da Bill Bryden, con protagonisti Aidan Gillen e Jack Shepherd.
- 2014: la compagnia di teatro femminile giapponese Takarazuka Revue mise in scena un adattamento musicale di The Love of The Last Tycoon con l'attrice-cantante Tomu Ranju.
- 2016: il 19 Novembre 2013, HBO annunciò i piani per l'adattamento di The Last Tycoon con una sceneggiatura di Billy Ray. HBO cancellò il progetto e diede i diritti alla Sony Pictures Television il 7 novembre 2014, che produsse e realizzò la serie televisiva negli Amazon Studios, diretto e adattato da Billy Ray. Il 23 Novembre 2015, l'attore Matt Bomer fu ingaggiato per la parte di Monroe Stahr, Lily Collins per quella di Cecelia Brady; ci sono anche Kelsey Grammer e Dominique McElligott. L'episodio pilota fu realizzato il 17 giugno 2016. La prima stagione di The Last Tycoon uscì il 28 luglio 2017. I piani per una seconda stagione furono cancellati nel settembre 2017.
- 2016: L'adattamento teatrale di Simon Levy, autorizzato dalla Fitzgerald Estate, ebbe la sua premiere in Europa, aprendo l'Arts Theatre a Londra il 17 Agosto 2016. Prodotta da Ruby In The Dust Theatre, diretta da Linnie Reedman.

## Edizioni italiane

### condotte sull'edizione 'Penguin Classics' del 1941
- Gli ultimi fuochi, traduzione di Bruno Oddera, Prefazione di Fernanda Pivano, premessa di Edmund Wilson, Collana Medusa n.418, Milano, Arnoldo Mondadori Editore, 1959, 1980,  p. 264. - Collana Il bosco, Mondadori, 1968; Collana Oscar n.552, Mondadori, 1974-2000; Collana Omnibus, Mondadori, 1977; Milano, Club degli Editori, 1977; Collana I Grandi Bestsellers, Milano-Novara, Mondadori-De Agostini, 1986.
- Gli ultimi fuochi, traduzione di Vittoria Scicchitano, Collana Grande Biblioteca, Santarcangelo di Romagna, Rusconi, 2017, ISBN 978-88-180-3216-1. - Collana I Classici, Santarcangelo di Romagna, Foschi, 2017, ISBN 978-88-996-6698-9; Collana Futuro anteriore, Roma, Theoria, 2018, ISBN 978-88-999-9737-3.

### condotte sull'edizione del 1993
- L'amore dell'ultimo milionario, traduzione di Maria Baiocchi e Anna Tagliavini, Prefazione di Goffredo Fofi, Collana Iconoclasti, Padova, Alet Edizioni, 2012,  p. 288, ISBN 978-88-7520-216-3.
- L'amore dell'ultimo milionario, traduzione di Maria Baiocchi e Anna Tagliavini, Introduzione di G. Fofi, Prefazione di Paolo Simonetti, Collana Classics n.98, Roma, Minimum Fax, marzo 2022, ISBN 978-88-3389-345-7.